# Thứ trưởng Bộ Nội vụ (Việt Nam)
Danh sách các Thứ trưởng Bộ Nội vụ và Phó Trưởng ban Ban Tổ chức – Cán bộ Chính phủ từ 1945 đến nay 

## Thứ trưởng Bộ Nội vụ (1945-1975)
- 3/1946-10/1946: Hoàng Minh Giám
- 10/1946-4/1947: Hoàng Hữu Nam
- 4/1947-6/1954: Trần Duy Hưng
- 3/1954-1956: Lê Văn Lương
- 1954–4/1957: Phạm Văn Bạch
- 4/1957-?: Tô Quang Đẩu
- 1957-?: Lê Tất Đắc
- 1961-1967: Nguyễn Văn Ngọc
- 1965-?: Lê Đình Thiệp

## Phó Trưởng Ban Tổ chức của Chính phủ (1973-1990), Ban Tổ chức - Cán bộ của Chính phủ (1990-1992), Ban Tổ chức - Cán bộ Chính phủ (1992-2002)
- 3/1973-10/1986: Nguyễn Diêu
- 3/1973-6/1988: Trịnh Nguyên
- 3/1973-1988: Dương Văn Phúc
- 1986-1997: Trần Công Tuynh (Quyền Trưởng ban từ 10/1988-10/1989)
- 02/1991-02/2001: Tô Tử Hạ
- 02/1993-10/2002: Nguyễn Khắc Thái
- 1/1995 - 8/1996: Nguyễn Tấn Dũng, Thứ trưởng Bộ Nội vụ

## Thứ trưởng Bộ Nội vụ (2002-Nay)
- 11/2003-01/2007 Nguyễn Ngọc Hiến
- 10/1997-3/2007 Đặng Quốc Tiến
- 8/1998-8/2007 Nguyễn Trọng Điều
- 6/1998-6/2008 Thang Văn Phúc
- 6/2004-6/2011 Trần Hữu Thắng
- 7/2008-10/2013 Văn Tất Thu
- 7/2008-9/2024 Nguyễn Duy Thăng
- 5/2009-4/2020 Trần Thị Hà
- 7/2009-9/2014 Nguyễn Tiến Dĩnh
- 6/2010-7/2011 Nguyễn Thái Bình
- 7/2011-5/2021 Trần Anh Tuấn
- 2/2012-11/2015 Phạm Dũng
- 9/2015-4/2016 - Lê Vĩnh Tân
- 9/2015 - 11/2024 - Triệu Văn Cường
- 3/2017 - 8/2024 - Nguyễn Trọng Thừa
- 9/2020 - 4/2021 - Phạm Thị Thanh Trà
- 9/2020 - nay - Vũ Chiến Thắng
- 6/2021 - 9/2022, 6/2024 - nay - Trương Hải Long